# ماري شيلي (فلم)
ماري شيلي (بالإنجليزية: Mary Shelley) (في الأصل بعنوان عاصفة في النجوم) هو فيلم رومانسي إيرلندي أمريكي قادم من إخراج هيفاء المنصور وكتابة إيما جنسن. يدور الفيلم حول حب ماري شيلي الأول وعلاقتها الرومانسية مع الشاعر بيرسي بيش شيلي الذي ألهمها لكتابة قصة فرانكنشتاين. الفيلم من بطولة إيل فانينغ ومايسي ويليامز ودوغلاس بوث وبيل باولي، وبن هاردي. ومن المقرر عرض الفيلم في مهرجان تورونتو السينمائي الدولي لعام 2017 ‏.

## الممثلين
- إيل فانينغ بدور ماري شيلي
- دوغلاس بوث بدور بيرسي بيش شيلي
- بيل باولي بدور كلير كليرمونت
- بين هاردي بدور جون ويليام بوليدوري
- توم ستريدج بدور جورج غوردون بايرون
- مايسي ويليامز بدور إيزابيل باكستر
- ستيفن ديلان بدور ويليام غودوين
- جوان فروغات بدور ماري جين كليرمونت

## روابط خارجية
- مقالات تستعمل روابط فنية بلا صلة مع ويكي بيانات

لا توجد روابط لمواقع التواصل الاجتماعي.